# Туркмено-французские отношения
Французско-туркменские отношения — двусторонние дипломатические отношения между Францией и Туркменистаном. Франция имеет посольство в Ашхабаде и Туркменистан имеет посольство в Париже. Обе страны являются членами ОБСЕ и ООН.

## История
Дипломатические отношения были установлены 6 марта 1992 года, после подписания договора о дружбе.

## Двусторонние визиты

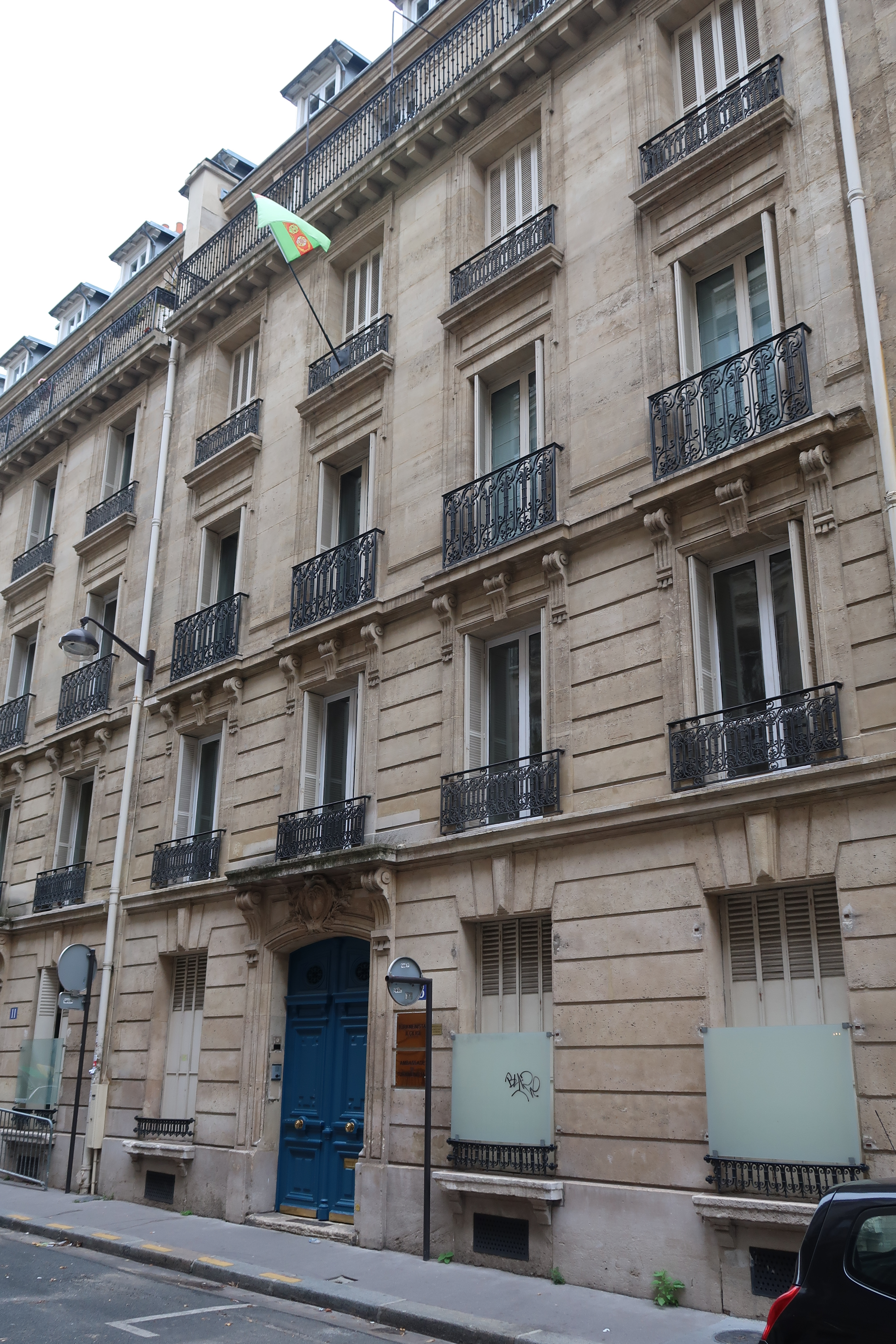
Посольство Туркменистана в Париже

Первый официальный визит в Ашхабад президента Франции Франсуа Миттерана произошел 28 апреля. 2 года спустя, 9 сентября 1996 года, Сапармурат Ниязов официально посетил Францию, где поговорил с президентом Жак Шираком и с министром иностранных дел Франции Эрве де Шареттом. В апреле 2008 года, министр иностранных дел Франции Бернар Кушнер посетил Туркменистан для открытия нового здания посольства Франции в Ашхабаде вместе с послом Франции в Туркменистане Кристианом Лешерви. Гурбангулы Бердымухамедов дважды посетил Париж во время своего президентства, проведя переговоры с президентом Франции Николя Саркози 1 февраля 2012 года и посетив престижные скачки в октябре того же года.

## Экономическое сотрудничество
Впервые появившаяся на туркменском рынке в 1994 году французская строительная компания Bouygues, которая является второй по величине в Туркменистане, заключила контракты на строительство зданий. Французская компания Thales Alenia Space построит первый космический спутник «Туркмен Алем 52Е».

## Посольство Туркменистана во Франции
Дипломатическое представительство Туркменистана во Французской Республике (г. Париж) открыто постановлением Президента Туркменистана от 14 марта 1994 года. 17 января 1996 года статус представительства был повышен до посольства.

### Послы
1. Ниязов, Чары (14.03.1994 — 14.01.2004) до 17.01.1996 — Поверенный в делах
2. (14.01.2004 — 10.04.2007) вакантно
3. Ниязов, Чары (10.04.2007 — 20.12.2018)
4. Джумаев, Шохрат (20.12.2018 — 18.08.2021)
5. Чарыев, Максат (с 07.07.2022)[2]

## Посольство Франции в Туркменистане
Дипломатическое представительство Франции в Туркменистане (г. Ашхабад) открыто в 1994 году. В 1999 статус представительства был повышен до посольства.

### Послы
1. Пьер Морель / Pierre Morel (1992—1996)С резиденцией в г. Москве (Россия)
2. Ив Баргейн / Yves Bargain (1996—1999)Поверенный в делах
3. Ален Куанон / Alain Couanon (1999—2003)
4. Жан-Клод Ришар / Jean-Claude Richard (2003—2006)
5. Кристиан Лешерви / Christian Lechervy (2006—2010)
6. Пьер Лебович / Pierre Lebovics (2010—2014)
7. Патрик Паскаль / Patrick Pascal (2014—2016)
8. Франсуа Делаус / François Delahousse (2016—2020)
9. Изабель Гинель / Isabelle Guisnel (2020—н. в.)